# 4217 Engelhardt
4217 Engelhardt este un asteroid din centura principală, descoperit pe 24 ianuarie 1988 de Carolyn Shoemaker.